# Radio FM

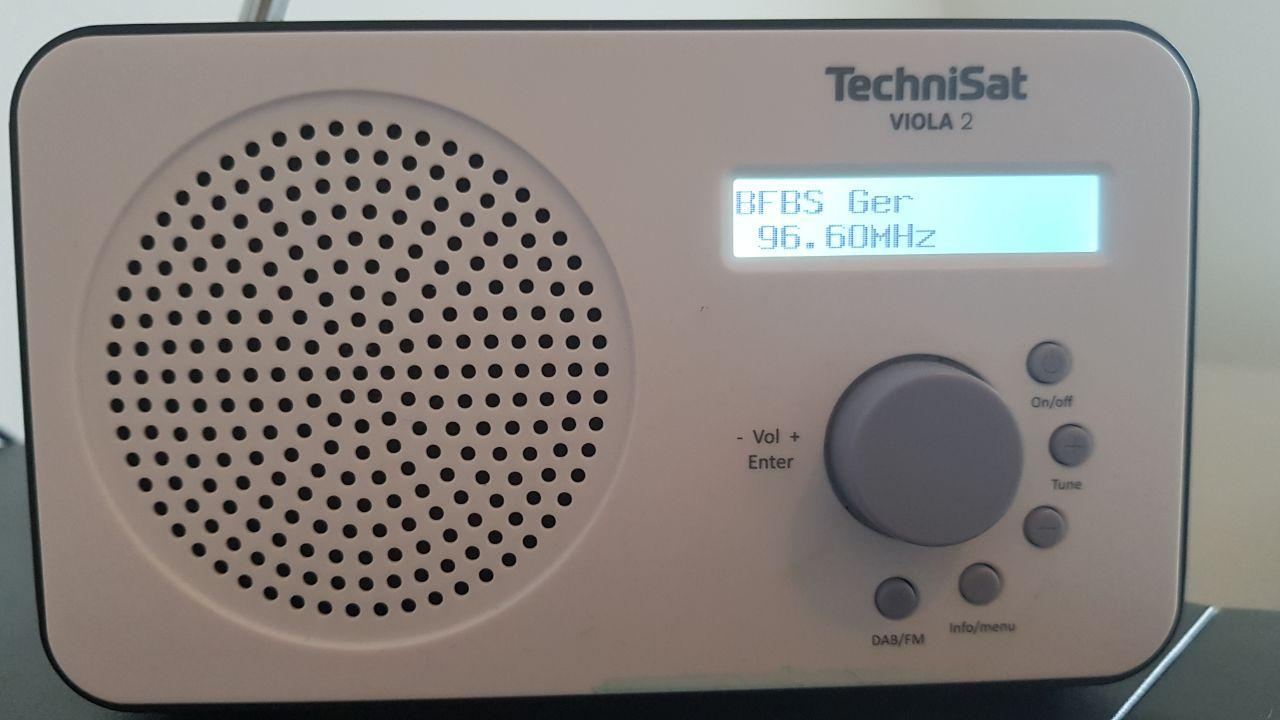
Un receptor de radio recibiendo la señal de una emisora FM.

Modulación de radio AM y FM.

El término radio FM se refiere a la radiodifusión que funciona a través de frecuencia modulada (FM). Ha sido concebida para ofrecer una mejor calidad de sonido y una menor interferencia que la radio AM. Inventada en 1933 por Edwin Armstrong, la radiodifusión en FM produce una mayor fidelidad (una reproducción más precisa de los sonidos originales) que otras técnicas de transmisión analógicas como la radiodifusión en AM. También es menos susceptible a la interferencia electromagnética con menos estática y otros sonidos no deseados. Por lo que actualmente se emplea en la transmisión de música y audio en general. 
La banda de FM comercial utiliza las frecuencias de los 87,5 MHz a los 108 MHz, colocándose en la zona VHF del espectro. En esta retransmiten la mayoría de emisoras de radio en Europa, América y otras zonas del mundo.

## Bandas de transmisión
En todo el mundo la banda de transmisión FM se localiza en la parte VHF del espectro de radiofrecuencia. Usualmente el rango es de 87.5 MHz a 108.0 MHz con algunas excepciones:
En la CEI y algunos países de Europa del Este también se usa un rango anterior de 65.8 a 74.0 con intervalos de 30 kHz. Sin embargo esta banda, también conocida como banda OIRT se está haciendo obsoleta. El rango estándar señalado en el primer párrafo es referido en estos territorios como banda CCIR.
En Japón se usa la banda de 76 a 95.0 MHz. Mientras que en Brasil se usaba exclusivamente la banda de 88.0 a 108.0 MHz. Pero tras el apagón de la televisión analógica la banda de 76.0 a 88.0 (empleada anteriormente para los canales VHF 5 y 6) es ofrecida a las emisoras locales antiguas que han cambiado a la frecuencia modulada en un acuerdo con Anatel. La frecuencia de una emisora de FM (técnicamente su centro nominal asignado) es usualmente un múltiplo de 100 kHz. En América del Norte, América Latina, el Caribe y Filipinas se usan solo números impares debido a razones históricas y arbitrarias. Algunos otros países siguen esta convención debido a su histora de importación de productos de Estados Unidos que solo podían sintonizar con esta convención. En varios países de Europa, Groenlandia y África se usan solo números pares. En el Reino Unido se usan números pares e impares. En Italia se usan múltiplos de 50 kHz. En la mayor parte del mundo se permite un error de frecuencia de una portadora sin modular máximo de 2 kHz de la frecuencia asignada.
Para reducir las interferencias entre canales, las emisoras que compartan la misma ubicación o se encuentren cercanas tienden a mantener al menos una separación de frecuencia de 500 kHz aun cuando técnicamente sean posibles separaciones menores. La Unión Internacional de Telecomunicaciones publica  gráficos y estándares que definen la separación de frecuencias basadas en la potencia de las emisores. Solo las emisoras con una larga separación geográfica pueden operar en frecuencias cercanas.

## Tecnología

### Modulación

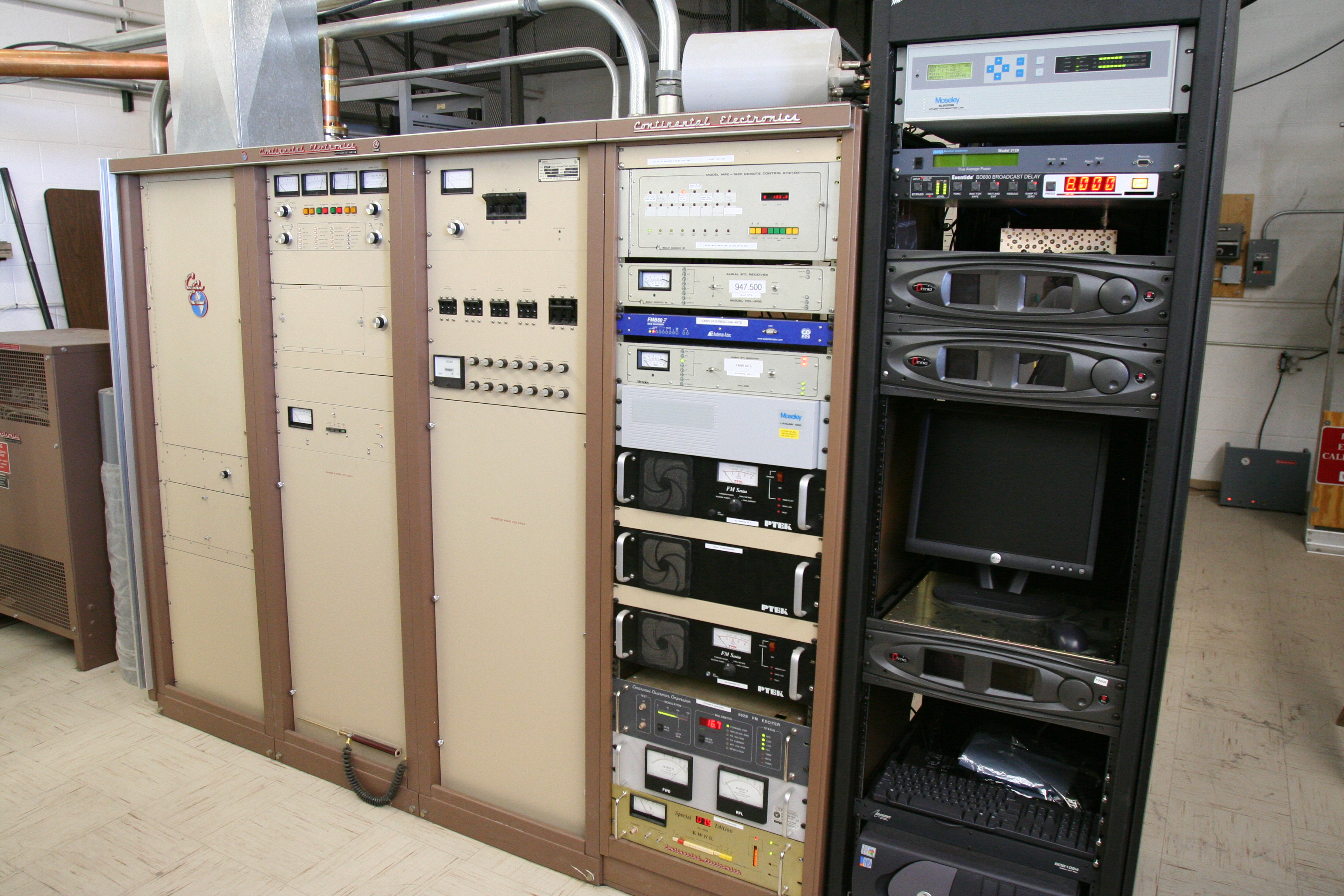
Trasmisor de una emisora de radio FM.

La modulación de frecuencia o FM es una manera de modulación que envía la información al variar la frecuencia de la onda portadora, a diferencia de la modulación de amplitud donde se varía la amplitud y no la frecuencia. Con la modulación de frecuencia, la desviación de la frecuencia de la frecuencia portadora asignada en cualquier momento es directamente proporciononal al amplitud de la señal de entrada de audio, determinando la frecuencia instantánea de la señal transmitida. Como las señales FM usan un mayor ancho de banda que las señales AM, esta forma de modulación es comúnmente usada con las frecuencias más altas (VHF o UHF) usadas en la TV, la transmisión de radio FM, la telefonía móvil, las tecnologías Wi-Fi y Bluetooth, y las radios móviles terrestres.
La desviación máxima de frecuencia de la portadora es usualmente especificada y regulada por las autoridades o el gobierno de cada país. Para una transmisión en estéreo, se admite una desviación máxima de ±75 kHz. Para las transmisiones monofónicas se admite la misma desviación o una menor de ±50 kHz en algunos países.

### Ancho de banda

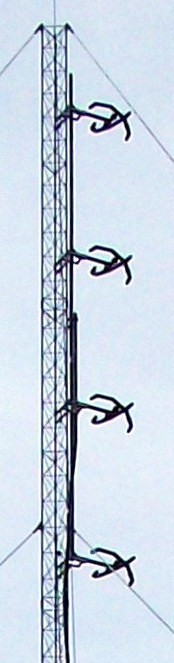
Antena transmisora de dipolo cruzado.

El ancho de banda de una transmisión FM se define por la Regla de Ancho de Banda de Carson que es la suma del doble de la desviación máxima y el doble del máximo de la modulación de frecuencia. Para una transmisión que incluya datos RDS, esto sería 2x75kHz + 2x60kHz = 270 kHz, también conocido como el ancho de banda necesario.

### Pre énfasis y de énfasis
El ruido aleatorio tiene una distribución triangular espectral en un sistema FM, con el efecto que produce una mayor cantidad de ruido en las frecuencias de audio mayores dentro de la banda base. Esto puede ser compensado parcialmente amplificando las frecuencias altas antes de la transmisión y reduciéndolas en el receptor. Reducir las frecuencias en el receptor también reduce el ruido de alta frecuencia percibido. Estos procesos se llaman pre énfasis y de énfasis respectivamente.
La cantidad de pre énfasis y de énfasis usado es definido por una constante de tiempo de un circuito RC. En la mayor parte del mundo se usa una constante de tiempo de 50 µs, mientras que en América del Norte, América Latina y Corea del Sur se usan 75 µs. Esto aplica a las emisiones monofónicas y en estéreo. En las emisiones estéreo el pre énfasis es realizado antes de la multiplexación. 
El uso de estas técnicas se convierte en un problema porque varios géneros musicales actuales y de diversas partes del mundo contienen una mayor cantidad de energía de alta frecuencia que los géneros occidentales que predominaban en los inicios de la radiodifusión en FM. Realizar un pre énfasis en estos sonidos podría desviar demasiado la onda portadora. Para evitarlo se emplean dispositivos limitadores o de control de la modulación. Las emisoras actuales usan técnicas digitales para manejar el pre énfasis dependiendo del género o descartan el proceso por completo.

### Transmisión estereofónica

Composición típica de una señal FM.

Antes de que la trasmisión esterefónica fuera considerada, ya se experimentaban con la multiplexación de la señal. Edwin Armstrong que había inventado la tecnología, fue el primero en experimentar con la multiplexación en su emisora de 40 MHz localizada en el edificio Empire State en Nueva York. los sistemas de General Electric y Zenith Electronics fueron elegidos para establecer el estándar de la transmisión estereofónica. Se resaltó la compatibilidad con los receptores monofónicos. Por esta razón los canales izquierdo (I) y derecho (D) son codificados de manera algebraica para producir señales de suma (I+D) y diferencia (I-D). Un receptor monofónico solo usa la señal I+D para replicar ambos canales en un solo altavoz. mientras que un receptor estereofónico suma la señal de diferencia I-D a la señal de suma para replicar el canal izquierdo y restar la señal de diferencia de la suma para replicar el canal derecho. 
La señal I+D es limitada de 30 Hz a 15 kHz para hacer espacio para el tono piloto. La señal I-D es limitada a 15 kHz, con una amplitud modulada en una portadora de banda doble suprimida (DSB-SC) ocupando de 23 a 53 kHz. Un tono piloto de 19 kHz en la mitad de la subportadora de 38 kHz. El tono piloto se transmite de 8 a 10 % de la modulación en general y es usado por el receptor para identificar una señal estéreo y regenerar la subportadora de 38 kHz con la fase correcta. 
Sin embargo, la relación señal a ruido y la distorsión de la señal estéreo son mayores que las de una señal monofónica haciendo la recepción aún más difícil y problemática. Por esta razón muchos receptores estéreo incluyen la opción de escuchar en monofónico cuando la señal estéreo sea demasiado débil o ruidosa y los receptores en los autos son fabricados para reducir la separación de canales si la señal se vuelve débil o ruidosa, incluso cambiando al sonido monofónico de ser necesario.

### Otros servicios de la subportadora

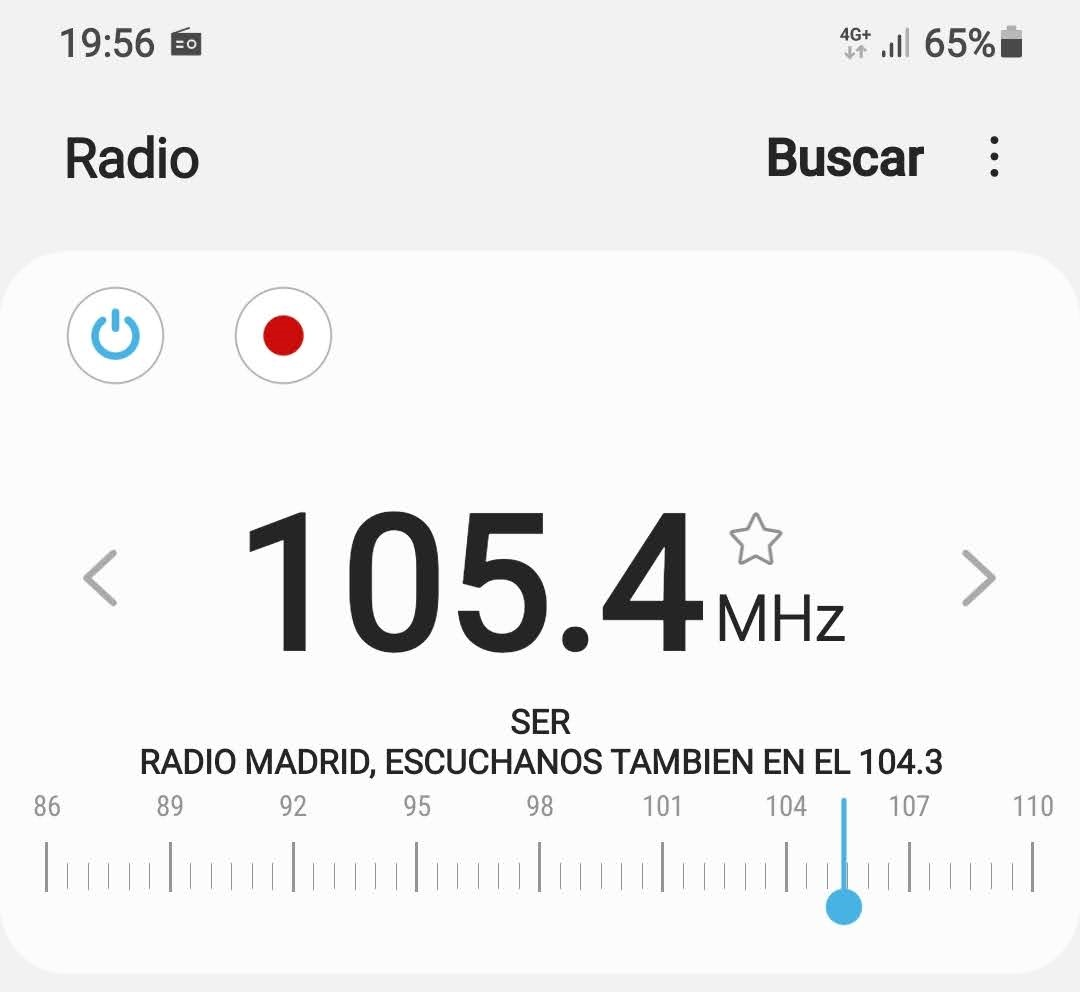
Datos RDS de Cadena SER Radio Madrid en 105.4 MHz

La señal FM ha sido creada con la posibilidad de incluir agregados a la señal de audio. Esto ha permitido que aparezcan servicios adicionales a la transmisión de audio en la señal FM como señales para dispositivos, idiomas alternos en información sobre la emisora y los contenidos emitidos mediante el sistema RDS. Estos agregados se ubican entre 67 y 92 kHz.
El servicio más común en Europa y América Latina es RDS. Permite varias posibilidades como mostrar en pantalla el nombre de la emisora y los contenidos en emisión, trasmitir información de fecha y hora entre otras. En Estados Unidos se emplea RBDS con los mismos propósitos.
en América del Norte y América Latina los servicios de radio digital se desarrollan como un agregado a la radio analógica. La tecnología HD Radio, propiedad de la empresa estadounidense XPERI, funciona usando las subportadoras de FM para transmitir datos de audio de manera digital y usando compresión digital. Actualmente se autoriza su uso en modo "híbrido" con la transmisión simultánea de las señales analógicas y digitales.

### Poder de transmisión

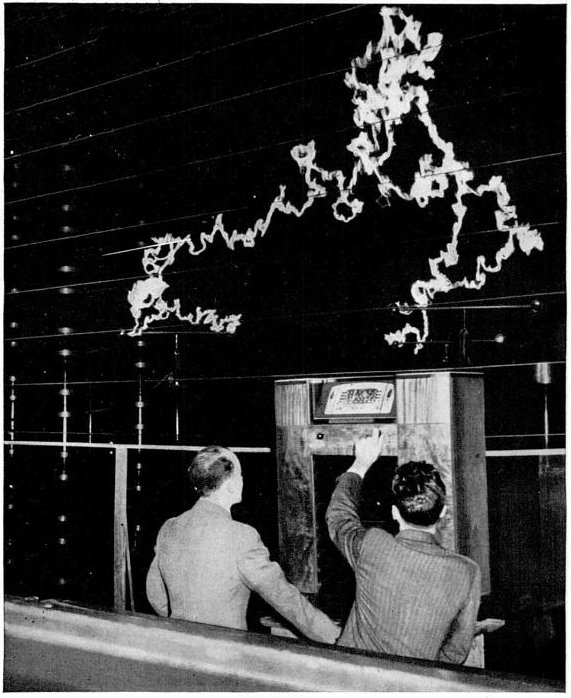
La modulación en frecuencia (FM) tiene un mejor rechazo a la interferencia electromagnética que AM, como se muestra en esta dramática demostración publicitaria en Nueva York realizada por General Electric en 1940. Cerca del prototipo de receptor de radio (en el centro) que contenía receptores para AM y FM se realizó una descarga eléctrica de un millón de voltios. Durante la sintonía en AM, el grado de interferencia fue tal que solo logró escucharse el resultado de la descarga eléctrica. Cuando se cambió al modo FM, la música logró escucharse con sólo una pequeña cantidad de estática.

La potencia de salida de un transmisor de FM es uno de los parámetros que definen la distancia máxima de cobertura. Otros factores son la altura de la antena transmisora y la ganancia de la misma. La potencia debe ser elegida con cuidado para cubrir el área requerida sin causar interferencias con las emisoras de otras áreas. La potencia usualmente se define entre unos pocos milivatios hasta 80 kW. En cuanto el poder del transmisor rebasa los varios kilovatios, los costos de operación se vuelven altos y solo son viables para gobiernos y corporaciones de medios. La eficiencia de los transmisores ha mejorado con el paso del tiempo llegando a niveles superiores del 70% para las transmisiones exclusivamente analógicas. Sin embargo la eficiencia disminuye si se agregan transmisiones digitales con la tecnología HD Radio.

### Área de cobertura
Como todas las ondas VHF, las ondas de radio FM no son capaces de viajar más allá del horizonte visual, por lo que la distancia de cobertura se limita a 50-60 km. También obstáculos como colinas, montañas y edificios puede reducir la calidad de la señal. Los receptores más sensibles, con sistemas de antenas especializados o con topografía más favorable pueden recibir emisiones de radio FM a mayores distancias.
La difracción puede permitir la recepción donde no exista una clara línea de visión entre el emisor y el receptor. Otros efectos de la propagación de las ondas de radio como los conductos troposféricos y la capa E esporádica permiten recibir ocasionalmente  emisiones de grandes distancias pero no pueden funcionar como base para las transmisiones comerciales. A pesar de ello la cobertura es menor que con las emisiones AM porque al emplear frecuencias más bajas permiten transmitir a través de obstáculos y reflejarse en la ionósfera.
La interferencia de otras emisoras también es un factor que afecta la cobertura. La simulación por computadora es empleada para predecir la cobertura según las condiciones. Varias emisoras, especialmente las localizadas en áreas congestionadas comprimen el audio para elevar el material sobre el ruido de fondo a costa de reducir la calidad de audio. Sin embargo esta técnica también funciona para ampliar la cobertura.

## Historia

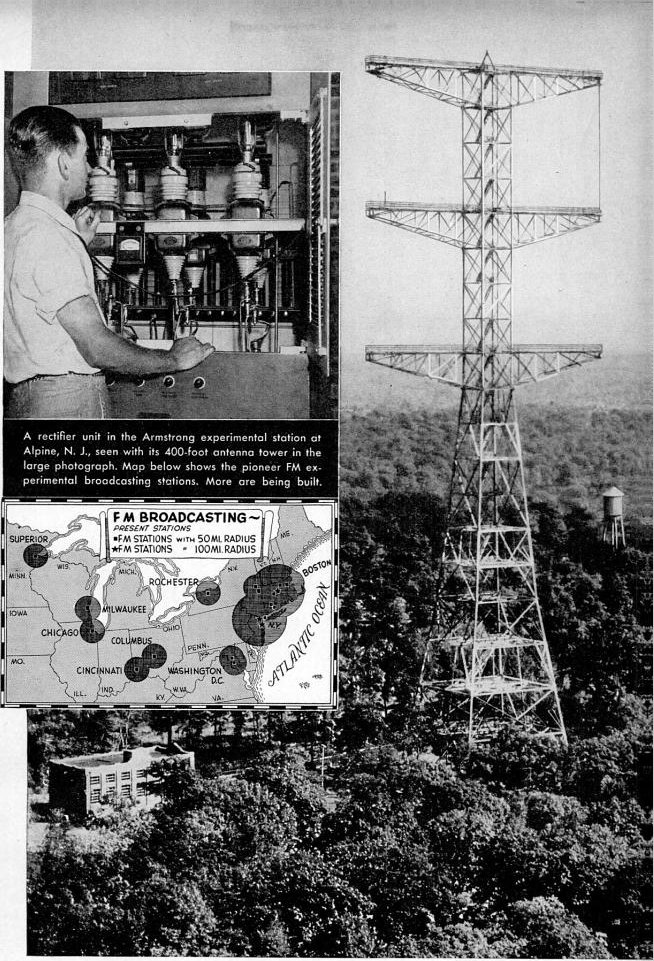
Emisora experimental de Edwin Armstrong.

Edwin Armstrong creó la radio en modulación de frecuencia como respuesta a las interferencias y limitaciones de las emisiones en AM. Las transmisiones en radio FM conenzaron a finales de la década de 1930 iniciándose con varios proyectos experimentales. Una banda para las transmisiones comerciales se estableció formalmente en los Estados Unidos en 1941 con las primeras licencias otorgadas en 1940. Estas emisoras solían ser repetidoras de sus equivalentes de AM, música para oficinas y centros comerciales, música clásica para un sector de élite en las zonas urbanas y programación educativa. A finales de los años 1960 aparecieron las primeras emisoras de rock. En la mayor parte de los años 1970 la tecnología era considerada elitista por emitir principalmente música clásica y contenidos educativos. Sin embargo, la percepción cambió en los años 1980 y los años 1990 cuando aparecieron emisoras para géneros más accesibles como el pop, el rock y otros. Esto ocasionó un éxodo de las emisoras en AM cuya tecnología gradualmente fue quedando obsoleta.
En la mayor parte del mundo se ha implementado la emisión en FM desde la década de 1960 y la expansión se realizó durante la década de 1990. Debido a que se necesita un número grande de emisoras para cubrir un país grande, especialmente con accidentes geográficos, este medio en su mayor parte terminó dominado por los gobiernos y las grandes corporaciones de medios. Los primeros despiegues de radio FM nacional ocurrieron en Europa Oriental en las décadas de 1960 y 1970.
El ascenso de la radio FM provocó la producción de receptores y otros productos que descartaron por completo la recepción de AM, especialmente debido a que la miniaturización de los dispositivos electrónicos hacía cada vez más difícil colocar las antenas internas AM y los problemas de interferencia que podrían provocar el resto de prestaciones de los dispositivos. En respuesta en los últimos años varias emisoras AM están siendo movidas a FM.

### Conferencia UIT sobre FM
Las frecuencias disponibles para la emisión en FM fueron decididas en varias conferencias importantes de Unión Internacional de Telecomunicaciones. El mayor suceso fue el acuerdo de Estocolmo de 1961 entre 38 países. Una conferencia en Génova de 1984 hizo algunas modificaciones en las frecuencias mayores a 100.0 MHz.

## Apagón de FM

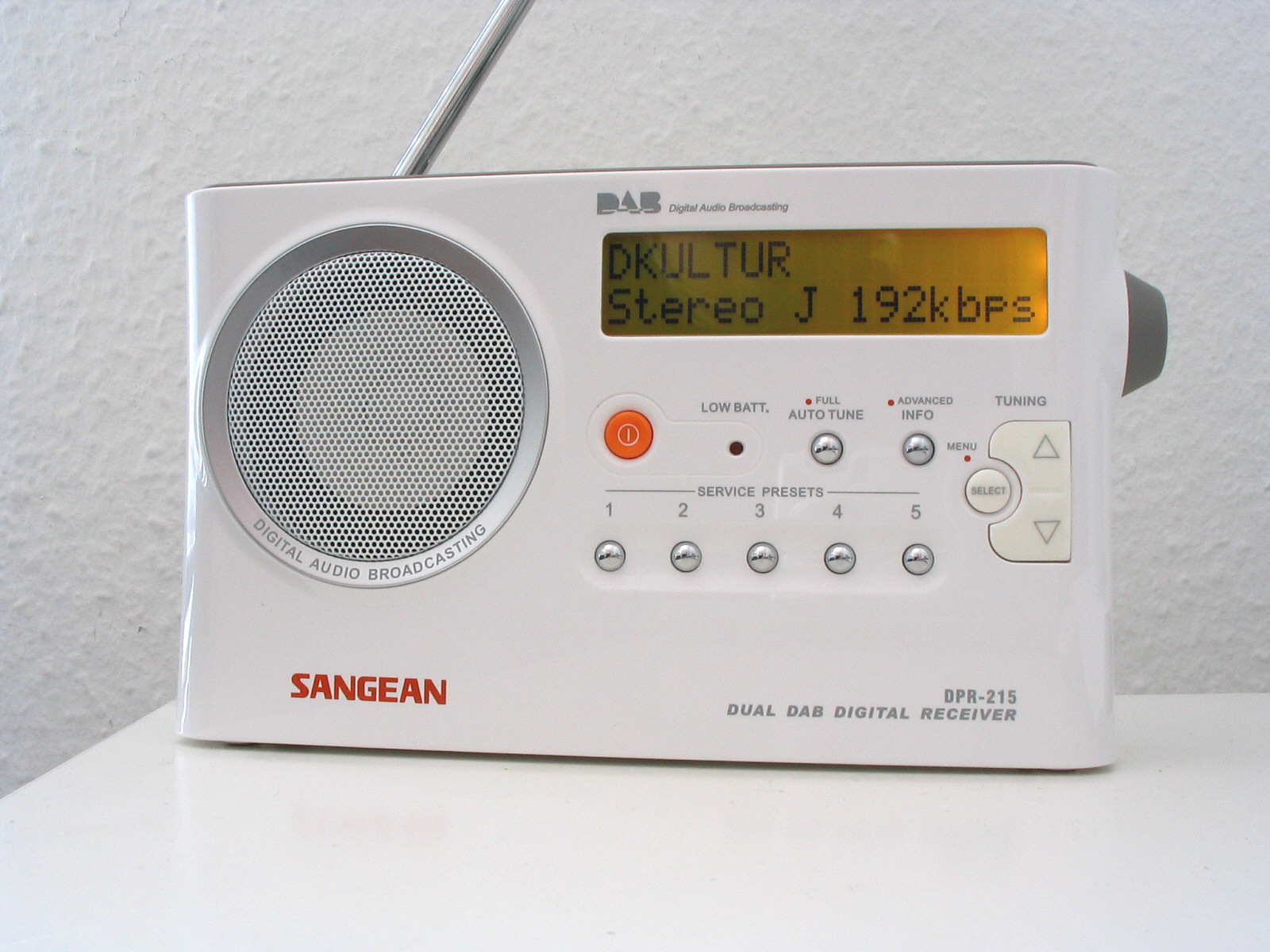
Receptor de radio DAB+.

En el año de 2017 Noruega fue el primer país en migrar casi por completo a la radio digital. Esto para ofrecer una mejor calidad de sonido y una mayor variedad de emisoras. El resto de la Unión Europea también se encuentra en migración salvo excepciones como España y Suecia.
En América del Norte y América Latina existen varias emisoras que usan la tecnología HD Radio para transmitir radio en formato digital usando la subportadora de la señal FM existente. Sin embargo esta tecnología no alcanzó la popularidad esperada debido al costo de las regalías de XPERI, problemas con las interferencias y la calidad de sonido, la posibilidad de conflictos de interés entre la Comisión Federal de Comunicaciones de Estados Unidos, la dificultad de uso y los problemas con los receptores. Como resultado la migración a la radio digital se ha pospuesto indefinidamente.